# Slaget vid Marston Moor
Slaget vid Marston Moor utkämpades den 2 juli 1644 under första engelska inbördeskriget 1642–1646. De kombinerade styrkorna bestående av skotska covenanter under earlen av Leven och engelska parlamentariker under Lord Fairfax och earl av Manchester besegrade rojalisterna under befäl av prins Rupert av Pfalz och markisen av Newcastle. Parlamentets trupper besegrade kungens. Segern blev dock inte avgörande för kriget.

## Populärkultur
Slaget har inspirerat den engelska advantgarde-rockgruppen Electric Light Orchestra till en låt – "The Battle of Marston Moor".